# مولینسبورن
latitudeمولینسبورنlongitudeمولینسبورن
مولینسبورن (به انگلیسی: Mollinsburn) یک روستا در انگلستان است که در لانارکشر شمالی واقع شده‌است.
جمعیت این روستا در حدود ۱۰۰ نفر می‌باشد.